# 爱野站 (长崎县)
愛野站（日语：／ Aino eki */?）是一個位於長崎縣雲仙市愛野町野井，屬於島原鐵道島原鐵道線的鐵路車站。急行停靠站。

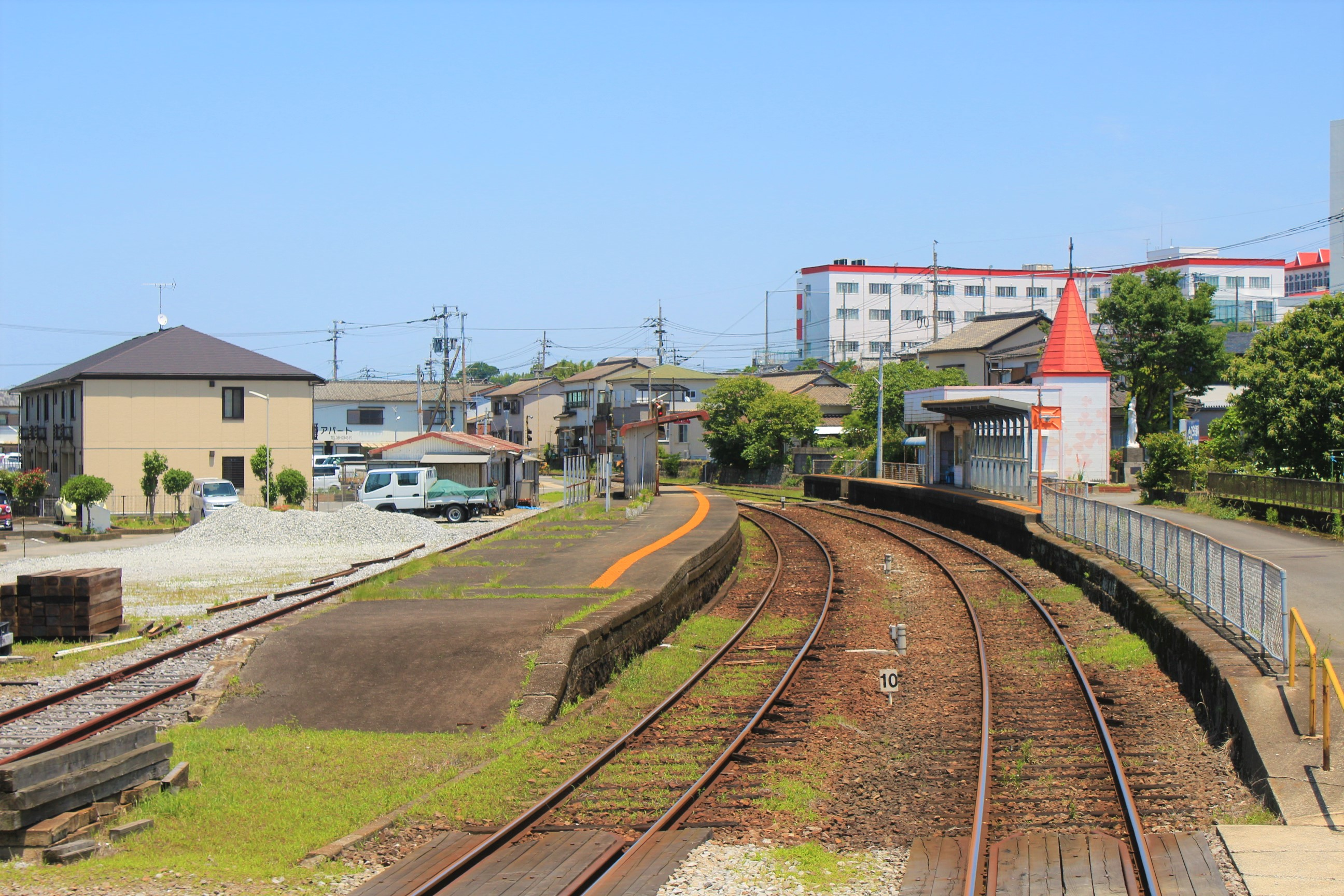
月台（2021年5月）

## 相鄰車站
島原鐵道
島原鐵道線
急行
本諫早－（諫早東高校：只限一部分列車）－愛野－吾妻
普通
諫早東高校－愛野－阿母崎

## 外部連結
- 島原鐵道 – 愛野車站 （页面存档备份，存于）（日語）